# Hystrichopogon hirticeps
Hystrichopogon hirticeps là một loài ruồi trong họ Asilidae. Hystrichopogon hirticeps được Hermann miêu tả năm 1906. Loài này phân bố ở vùng Cổ Bắc giới.